# عبد العزيز غوردو
عبد العزيز غوردو (12 سبتمبر 1964 -) أستاذ باحث بالمركز الجهوي لمهن التربية والتكوين؛ وجدة؛ المغرب. 
مهتم بالإضافة لمجال التخصص -التاريخ- بالأنثروبولوجيا، والفكر، والدراسات القانونية والاسلامیة والسياسية، والنص الإبداعي: (قصة، ورواية، وشعرا). 
صدر له عدة كتب فضلاً عن عشرات المقالات والنصوص الإبداعية.

## العضويات العلمية والمهنية
- رئيس شعبة الاجتماعيات بالمركز الجهوي لمهن التربية والتكوين؛ الجهة الشرقية - المغرب.
- عضو مركز الدراسات والبحوث الإنسانية والاجتماعية.
- عضو الجمعية الدولية للمترجمين واللغويين العرب.
- عضو الهيئة الاستشارية دورية كان التاريخية.
- عضو المكتب التنفيذي لمركز الأبحاث والدراسات في المجتمع المدني والمناهج التربوية.
- عضو الهيئة العلمية والاستشارية لدورية مدارات التربية والتكوين.
- عضو الهيئة المُعدة والمُنسقة لسلسلة ندوات وأيام دراسية في التربية.
- عضو الهيئة العلمية والاستشارية لمجلة الذاكرة.

## الإنتاج العلمي
- الفتح الإسلامي لبلاد المغرب: جدلية التمدين والسلطة، (262ص)، طبعة أولى: وجدة، 1998. طبعة ثانية، ناشري، الكويت، 2011.
- افتراس اللحوم الآدمية- زيارة إلى التاريخ المقارن، (139ص)، منشورات جسور، وجدة، 2004؛ وطبعة ثانية، ناشري، الكويت، 2013.
- من تاريخ الدولة المركزية المغربية الوسيطية: - ابن خلدون: العصبية والارتزاق/- البحرية: المجتمع والثقافة، (134ص)، منشورات الهلال، وجدة، 2006. (بمعية د. الطاهر قدوري).
- الجن: دراسة مجهرية. (189ص)، منشورات الهلال، وجدة، 2006. (بمعية ذ.يحي غوردو).
- فينومينولوجيا المكان - ما لم يرد عند باشلار، (299 ص)، وجدة، 2011؛ وطبعة ثانية، دار سما، الكويت، 2013؛ وطبعة ثالثة دار إي - كتب، لندن، 2015.
- إمارة المؤمنين - التاريخ السياسي والثقافة الدستورية، (216 ص)، وجدة 2013؛ وطبعة ثانية، ناشري، الكويت، 2016.
- الحكامة الجيدة في النظام الدستوري المغربي، دار إي - كتب، لندن، 2015.
- مراجعة كتاب غابريل كولكو: العالم في أزمة - نهاية القرن الأمريكي، دار إي - كتب، لندن، 2015.
- مراجعة كتاب: الهيمنة الأمريكية والمنظمات الدولية، مجموعة مؤلفين، دار إي - كتب، لندن، 2016.
- تدريسية التاريخ بين البيداغوجيا والأندراغوجيا، (ضمن مؤلف جماعي)، منشورات المركز الجهوي لمهن التربية والتكوين بجهة الشرق، وجدة، 2017.
- النوازل الفقهية وقضايا التربية والتعليم والمجتمع بالمغرب، (ضمن مؤلف جماعي)، منشورات المركز الجهوي لمهن التربية والتكوين بجهة الشرق، وجدة، 2019.
- تدريسية مواد الاجتماعيات، (ضمن مؤلف جماعي)، منشورات المركز الجهوي لمهن التربية والتكوين بجهة الشرق، وجدة، 2019.
- النص الديدكتيكي - إشكالية التناول ومستويات التنزيل، (ضمن مؤلف جماعي)، منشورات المركز الجهوي لمهن التربية والتكوين بجهة الشرق، وجدة، 2020.
- درس الاجتماعيات: تخطيطا وتدبيرا وتقويما، (ضمن مؤلف جماعي)، منشورات المركز الجهوي لمهن التربية والتكوين بجهة الشرق، وجدة، 2020.
- آخر العبيد، الرق في مغرب القرن العشرين: تفكك المنظومة، منشورات أكاديمية الدراسات الفكرية والتربوية، المغرب، 2024.

## الإنتاج الأدبي
- الفزاعة، مجموعة قصصية، طبعة أولى عن دار النشر اكتب، القاهرة، 2008؛ وطبعة ثانية عن شركة الارتقاء المعرفي، الرياض، 2013.
- المشنقة، رواية، (141 ص)، عن دار تالة للنشر، دمشق، 2009.
- «أنطولوجيا القصة القصيرة»، مجموعة قصصية عربية مشتركة عن دار بثينة للطباعة والنشر (سورية)، 2010.
- قصة.. قص... متوالية سردية، دار سما، الكويت، 2013.
- يوميات ناسك محزون، إبداع، شركة الارتقاء المعرفي، الرياض، 2013.
- الطريق إلى الحافة، رواية، مكتبة سلمى الثقافية، تطوان، 2016.

## البحوث والدراسات
- قدم العديد من أوراق العمل والأوراق العلمية في مجموعة من المؤتمرات والندوات.
- نُشر له عدد من البحوث في كثير من المواقع والصحف والمجلات مُحكمة.

## وصلات خارجية
* هندسة التاريخ: مدونة الأستاذ الدكتور عبد العزيز غوردو.
* موسوعة دهشة: مقال بعنوان عودة إلى ابن خلدون، بقلم د.عبد العزيز غوردو. 
* ثقافة بلا حدود: المشنقة.. رواية عبد العزيز غوردو. 
* خاص لمركز دمشق للدراسات النظرية والحقوق المدنية: مقال بعنوان «مفهوم السلطة (الجزء الأول)»، د. عبد العزيز غوردو.
* مجلة أدب وفن: مقال بعنوان «الصورة والمعنى عند عبد العزيز غوردو»، بقلم جميل حمداوي. 
* جريدة الشرق: مقال بعنوان قراءة في رواية «المشنقة» لعبد العزيز غوردو. 